# Swansea
Swansea (walisisk: Abertawe) er en kystby og et amt i Wales. Beliggende ved den sandede kyst i det sydlige Wales, omfatter amtet også Gower Peninsula og Lliw uplands. Byen og amtet Swansea havde i 2011 239.000 indbyggere, hvilket gør det til det næstmest befolkede administrative område i Wales efter hovedstaden Cardiff. Byområdet Swansea har 270.506 (2001) indbyggere og består desuden af byerne Neath, Port Talbot og Pontardawe/Clydach. Gennem det 19. århundrede var Swansea centrum for kobberindustrien og tilegnede sig kælenavnet 'Copperopolis'.
Det moderne navn, Swansea, er afledt af det norrøne navn for den oprindelige handelspost som vikingerne brugt, og som blev grundlagt af Svend Tveskæg (c.960–1014).
Blandt byens attraktioner er Swansea Castle, der blev opført af normannerne, og Swansea Museum, der er det ældste museum i Wales. Derudover findes den viktorianske Mumbles Pier, Mission Gallery, Hafod Copperworks, Glynn Vivian Art Gallery, Dylan Thomas Centre og National Waterfront Museum, der er en del af Amgueddfa Cymru – National Museum Wales.

## Personer fra Swansea
- Spencer Davis, musiker (født 1939)
- Dylan Thomas, digter (1914-1953)
- Rowan Williams, ærkebiskop (født 1950)
- Catherine Zeta-Jones, skuespillerinde (født 1969)
- Alexander Vlahos, skuespiller (født 1988)